# Sjö- och flygräddningscentral

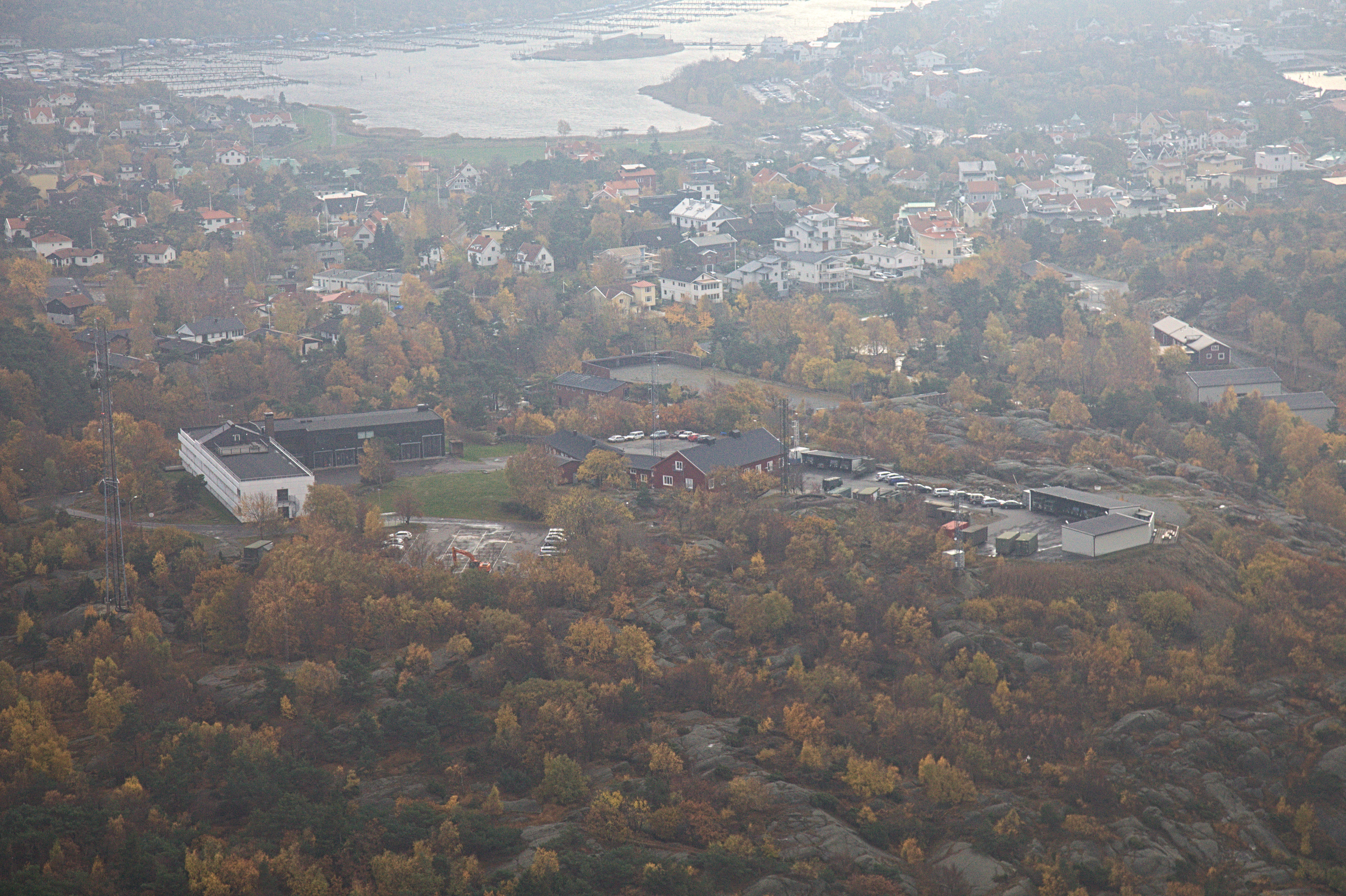
Sveriges JRCC ligger i Kustbevakningens hus på Käringberget i Göteborg, strax utanför bilden till vänster.

En sjö- och flygräddningscentral (internationellt: Joint Rescue Coordination Centre, JRCC) är en integrerad räddningscentral för både sjö- och flygräddning.
Varje land ska enligt internationella konventioner ha minst en räddningscentral för sjöräddning respektive flygräddning. Sådana nationella eller regionala räddningscentraler (Rescue Coordination Centre, RCC) kan vara integrerade sjö- och flygräddningscentraler eller separata sjöräddningscentraler respektive flygräddningscentraler.

## Sverige
Huvudartikel: Sjö- och flygräddningscentralen (JRCC)
I Sverige finns sedan 2010 enbart en enda nationell, integrerad räddningscentral för sjö- och flygräddning, (Sjö- och flygräddningscentralen (JRCC) i Göteborg, med Sjöfartsverket som huvudman).

## Norge
Huvudartikel: Hovedredningssentralen
I Norge finns sedan 1970 två integrerade räddningscentraler för sjö- och flygräddning, samt också för fjällräddning, en för södra Norge (JRCC SN) och en för norra Norge (JRCC NN).

## Danmark
I Danmark finns en nationell, integrerad räddningscentral för sjö- och flygräddning, JRCC Denmark, som ligger i inom Forsvarets Operationscenter, Redningscentralen (FRC), i Århus.

## Sjö- och flygräddningscentraler i norra Europa i urval[1]
- JRCC Denmark, Århus
- ARCC Glücksburg, Tyskland
- MRCC Bremen, Tyskland
- ARSC Gdynia, Polen
- MRCC Gdynia, Polen
- JRCC Den Helder, Nederländerna
- JRCC Bodø
- JRCC Stavanger
- JRCC Grönland
- JRCC United Kingdom Maritime
- ARCC United Kingdom, Storbritannien
- ARCC Helsingfors
- MRCC Åbo
- MRCC Helsingfors
- JRCC Tallinn, Estland
- MRCC Riga, Lettland
- MRCC Klaipeda, Litauen
- MRCC Kaliningrad, Ryssland
- MRCC Torshavn
- ARCC Brussels
- MRCC Oostende, Belgien
- JRCC Iceland